# Internationella matematikerkongressen 1904
Internationella matematikerkongressen 1904 var den tredje internationella matematikkongressen som hölls från 8 augusti till 13 augusti 1904 i Heidelberg, Tyskland.
Det fanns 336 fullvärdiga medlemmar av kongressen och 60 associerade medlemmar.

## Plats
Vid Internationella matematikerkongressen 1900 godkändes att Tyskland skulle organisera kongressen 1904. Vid mötet i German Mathematical Society i Hamburg 1901 valdes Heinrich Weber till kongressens president. Vid ett annat möte i Leipzig, den 27 mars 1902, etablerades en första grund för kongressens organisation. Redan vid den tiden var det en klar stämning för Heidelberg, och när stadsfullmäktige i Heidelberg gick med på att vara värd för kongressen med gästfrihet, beslutades det slutligen vid ett möte i sällskapet den 25 september 1902 i Karlsbad att bjuda in kongressen till Heidelberg tidigt. augusti av 1904.
Den 27 juni 1903 godkände den preussiske ministern för medicinska, utbildnings och intellektuella frågor ett anslag på 10 000 mark för att täcka kostnaderna för kongressens undervisning och medicinska frågor från rikets och Preussens finanser.
Den 6 mars 1904 ägde ett andra möte med kommittén rum i Heidelberg, där kongressens program diskuterades i detalj och fastställdes.
1904 års kongress hölls i Heidelberg och det tyska matematiska sällskapet beslutade att koppla kongressen till firandet av hundraårsdagen av Carl Jacobis födelse.
Leo Königsberger bjöds in att hålla den första föreläsningen om Jacobis biografi och Leo tryckte och erbjöds som gåva till alla kongressdeltagare. Tysklands förbundsråd beslutade att 5 000 mark av detta skulle användas för att öka kongressens budget, och dessutom beviljades ett anslag på 5 000 mark från Hans Majestät Kejsarens och kungens Supreme Disposition Fund i synnerhet för att möjliggöra produktion av Königsbergers minnesskrift tillägnad Jacobis minne.

## Konferenser
- Aritmetik och algebra:

Presentatörer: Adolf Kneser och Jacob Lüroth
- Analys:

Presentatörer: David Hilbert och Hans Amandus Schwarz
- Geometri:

Presentatörer: Alexander von Brill, Wilhelm Meyer och Friedrich Schur
- Tillämpad matematik:

Presentatörer: Hauch (Berlin), Felix Klein och Carl Runge
- Matematikens historia:

Presentatörer: Moritz Cantor och Paul Stäckel
- Pedagogik:

Presentatörer: Hermann Schubert och Peter Treutlein

## Kőnig-kontroversen
Gyula Kőnig gav en felaktig vederläggning av Cantors kontinuumhypotes (och även av god ordningssatsen). Georg Cantor deltog själv i denna konferens och sa i slutet hur tacksam han var över att ha levt för att se detta svar, även om det bevisade att hans gissning var falsk. Ett fel i Kőnigs test upptäcktes av Ernst Zermelo strax efter.
Det finns en debatt som tyder på om det var Felix Hausdorff eller Ernst Zermelo som hittade felet. Ett vykort från Ernst Zermelo till Max Dehn stöder uppfattningen att Zermelo snabbt upptäckte luckan i Königs argumentation.
Kőnigs tillkännagivande till kongressen orsakade stor kontrovers, och Felix Klein var tvungen att personligen förklara för Fredrik I av Baden (som var en finansiell sponsor av kongressen) vad som kunde orsaka sådan oro bland matematiker.